# 科什科農 (密蘇里州)
科什科農（英語：Koshkonong）是位於美國密蘇里州俄勒岡縣的城市。

## 人口
根據2020年美國人口普查的數據，科什科農的面積為0.46平方千米，皆為陸地。當地共有人口196人，而人口密度為每平方千米426人。